# Gabinete Rouvier III
O Gabinete Rouvier III foi o ministério formado por Maurice Rouvier em 18 de fevereiro de 1906 e dissolvido em 07 de março do mesmo ano. Foi o 45º gabinete da Terceira República Francesa, sendo antecedido pelo Gabinete Rouvier II e sucedido pelo Gabinete Sarrien.

## Contexto
O segundo Gabinete Rouvier parecia garantido por sua longevidade, embora fosse moderado demais aos olhos dos radicais, sendo reconduzido ao poder após sua renúncia anterior. Em 6 de março de 1906, durante os inventários relacionados à separação da Igreja e do Estado na França, considerados um sacrilégio pelos católicos franceses, ocorreram confrontos entre a polícia e moradores de diversas localidades. Em uma dessas ocasiões, um católico foi morto a tiros dentro de uma igreja.
No dia seguinte, o gabinete caiu e os inventários foram temporariamente suspensos. Dias depois, o Presidente da República, Armand Fallières, nomeou Ferdinand Sarrien como o novo Presidente do Conselho de Ministros.

## Composição
- Presidente da República: Armand Fallières
- Presidente do Conselho de Ministros: Maurice Rouvier
- Ministro dos Estrangeiros: Maurice Rouvier
- Ministro da Justiça: Joseph Chaumié
- Ministro do Interior: Fernand Dubief
- Ministro da Guerra: Eugène Étienne
- Ministro das Finanças: Pierre Merlou
- Ministro da Marinha: Gaston Thomson
- Ministro da Instrução Pública, Belas Artes e Cultos: Jean-Baptiste Bienvenu-Martin
- Ministro das Obras Públicas: Armand Gauthier de l'Aude
- Ministro da Agricultura: Joseph Ruau
- Ministro do Comércio, Indústria, Correios e Telégrafos: Georges Trouillot
- Ministro das Colônias: Étienne Clémentel